# Malcolm Elliott

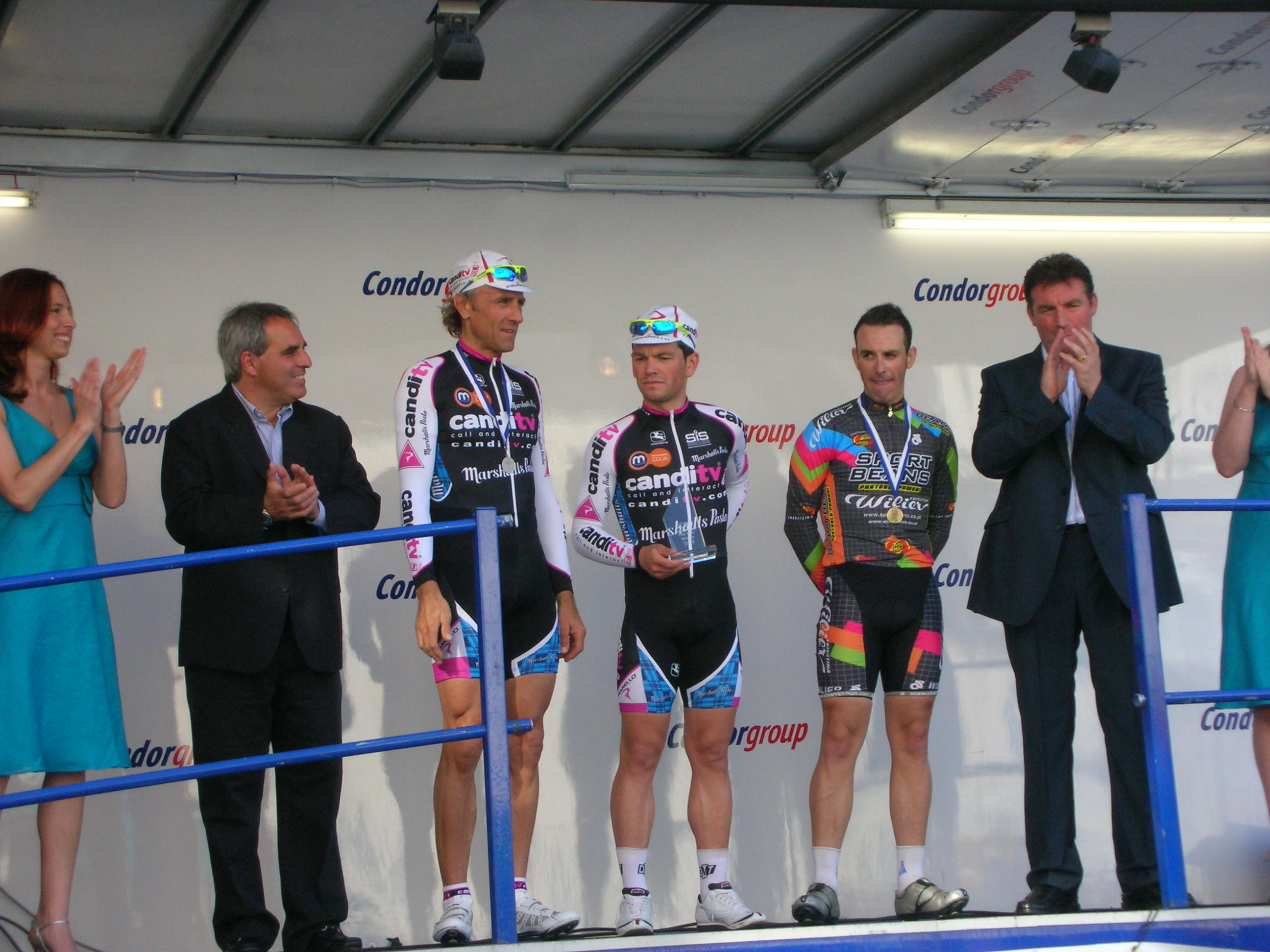
Malcolm Elliott en 2009.

Malcolm Elliot (* Sheffield, 1 de julio de 1961) es un exciclista inglés, profesional entre 1984 y 1997 en una primera etapa, y desde 2003 tras su retorno al profesionalismo, cuyos mayores éxitos deportivos los logró en la Vuelta a España donde conseguiría 3 victorias de etapa.

## Palmarés
| 1984 - 2 etapas de la Vuelta a Gran Bretaña 1985 - 2 etapas de la Vuelta a Gran Bretaña - Herald Sun Tour 1986 - 2 etapas de la Vuelta a Gran Bretaña 1987 - Vuelta a Gran Bretaña, más 4 etapas - 3 etapas del Tour de Irlanda - 1 etapa del Herald Sun Tour 1988 - 1 etapa de la Vuelta a España - 1 etapa de la Vuelta a Aragón - Vuelta a Gran Bretaña, más 2 etapas - 1 etapa del Herald Sun Tour 1989 - 2 etapas de la Vuelta a España, más clasificación por puntos - 3 etapas de la Semana Catalana - 2 etapas de la Vuelta a Castilla y León - 1 etapa de la Vuelta a Burgos - 1 etapa de la Vuelta a Galicia - 1 etapa de la Vuelta a Gran Bretaña 1990 - 2 etapas de la Vuelta a Cantabria - 1 etapa de la Vuelta al País Vasco - 2 etapas de la Volta a Cataluña - Vuelta a Gran Bretaña, más 1 etapa | 1991 - Trofeo Masferrer 1993 - Campeonato del Reino Unido en Ruta - 1 etapa del Tour DuPont - Redlands Bicycle Classic 1994 - Redlands Bicycle Classic, más 1 etapa - First Union Grand Prix - 1 etapa de la West-Virginia Mountain Classic - 2 etapas de la Killington Stage Race - 2.º en el Campeonato del Reino Unido en Ruta 1995 - 1 etapa de la Redlands Bicycle Classic - 2 etapas de la Killington Stage Race 2003 - Havant International GP 2004 - 2 etapas del FBD Insurance Rás 2005 - 1 etapa del FBD Insurance Rás 2007 - Shay Elliot Memorial - Rutland-Melton Cicle Classic |

## Resultados en las Grandes Vueltas
| Carrera         | 1987 | 1988 | 1989 | 1990  | 1991 | 1992  |
| --------------- | ---- | ---- | ---- | ----- | ---- | ----- |
| Giro de Italia  | -    | -    | -    | -     | -    | 115.º |
| Tour de Francia | 94.º | 90.º | -    | -     | -    | -     |
| Vuelta a España | -    | 76.º | 90.º | 116.º | 51.º | 115.º |